# Industrial Records
Industrial Records — независимый лейбл звукозаписи основанный в 1976 году Дженезисом Пи-Орриджем.

## История
Название лейбла произошло от выдвинутого Монте Казазза (Monte Cazazza) лозунга «Industrial music for industrial people» («Индустриальная (промышленная) музыка для индустриальных (промышленных) людей») и дало название целому жанру музыки (индастриал).
Industrial Records стал основным оружием задуманной Пи-Орриджем атаки на общество и культуру. Лейбл издавал не только проект Пи-Орриджа Throbbing Gristle и другие индастриал-группы, но и художника-перфомансиста Монте Казазза и даже известного контркультурного писателя Берроуза.
Отвечая идеологии Пи-Орриджа, политика лейбла была намеренно провокативной и вызывающей. На логотипе Industrial Records изображён концлагерь Освенцим, олицетворяя тёмную сторону индустрии; дебютный альбом Throbbing Gristle вышел ограниченным в 786 копий тиражом, оформленный как пиратская копия; а на обложке альбома «20 Jazz Funk Greats» участники группы, одетые в модную для диско-эпохи одежду, стоят на фоне самого популярного в Англии места самоубийств, Бичи-Хед.
После роспуска Throbbing Gristle в 1981 году Industrial Records заморозил свою деятельность на 20 лет, а материалы, ранее на нём выходившие, перешли к Mute Records. Однако в 2002 году, вместе с возрождением Throbbing Gristle, Пи-Орридж возобновил деятельность лейбла и выпустил на нём 24 диска Throbbing Gristle.